# Цимпель
Ци́мпель или Цымпл (нем. Zimpel; в.-луж. Cymplо файле) — деревня в Верхней Лужице, Германия. Входит в состав коммуны Боксберг района Гёрлиц в земле Саксония. Подчиняется административному округу Дрезден.

## География
Находится в южной части района Лужицких озёр примерно в трёх километрах на юго-восток от деревни Клетно. Через деревню проходит автомобильная дорога K 8472.
Соседние населённые пункты: на юго-востоке — деревня Турё и на северо-западе — Кошла, с которыми деревня соединяется автомобильной дорогой K 8472.

## История
Впервые упоминается в 1485 году под наименованием Zcymel.
До 1973 года входила в коммуну Цимпель-Тауэр, с 1973 по 2009 года — в коммуну Клиттен. С 2009 года входит в состав современной коммуны Боксберг.
В настоящее время деревня входит в состав культурно-территориальной автономии «Лужицкая поселенческая область», на территории которой действуют законодательные акты земель Саксонии и Бранденбурга, содействующие сохранению лужицких языков и культуры лужичан.
Исторические немецкие наименования
- Zcymel, 1485
- Zcumpel, 1505
- Zimpel, 1533
- Zumpel, 1553
- Zimpell, 1568
- Czimpel, Zimpel, 1572
- Zimpel, 1791

## Население
Официальным языком в населённом пункте, помимо немецкого, является также верхнелужицкий язык.
Согласно статистическому сочинению «Dodawki k statisticy a etnografiji łužickich Serbow» Арношта Муки в 1884 году в деревне проживало 97 человек (из них — 95 серболужичан (98 %)).
Лужицкий демограф Арношт Черник в своём сочинении «Die Entwicklung der sorbischen Bevölkerung» указывает, что в 1956 году при общей численности вместе с деревней Турё в 275 человек серболужицкое население деревни составляло 32,4 % (из них верхнелужицким языком владело 78 взрослых и 11 несовершеннолетних).
| 1825 | 1871 | 1885 | 1905 | 1925 | 2011 |
| ---- | ---- | ---- | ---- | ---- | ---- |
| 154  | 339  | 286  | 267  | 268  | 103  |